# Bortala
| Basisdaten        | Basisdaten       |
| ----------------- | ---------------- |
| Großregion:       | Nordwestchina    |
| Autonomes Gebiet: | Xinjiang         |
| Status:           | Autonomer Bezirk |
| Einwohner:        | 488.198 (2020).  |
| Fläche:           | 24.934 km²       |
|                   |                  |

| Mongolische Bezeichnung         | Mongolische Bezeichnung               |
| ------------------------------- | ------------------------------------- |
| Mongolische Schrift:            | ᠪᠣᠷᠢᠲᠠᠯ᠎                               |
| Transliteration:                | bortala                               |
| Kyrillische Schrift:            | Борталын Монгол өөртөө засах тойрог   |
| ISO-Transliteration:            | Bortalyn Mongol ôôrtôô zasah tojrog   |
| Transkription:                  | Bortalyn Mongol öörtöö dsasach tojrog |
| Uigurische Bezeichnung          |                                       |
| Arabisch-Persisch (Ⱪona Yeziⱪ): | بۆرتالا موڭغۇل ئاپتونوم ئوبلاستى      |
| Lateinisch (Yengi Yeziⱪ):       | Bɵrtala Mongƣul Aptonom Oblasti       |
| Kyrillisch:                     | Бөртала Моңғул Аптоном Области        |
| Chinesische Bezeichnung         |                                       |
| Kurzzeichen:                    | 博尔塔拉蒙古自治州                    |
| Langzeichen:                    | 博爾塔拉蒙古自治州                    |
| Pinyin:                         | Bó’ěrtǎlā Měnggǔ Zìzhìzhōu            |
| Wade-Giles:                     | Po-êrh-t’a-la                         |

Der Mongolische Autonome Bezirk Bortala liegt im Nordwesten des Uigurischen Autonomen Gebietes Xinjiang in der Volksrepublik China. Seine Hauptstadt ist Bortala (Bole). Bortala hat eine Fläche von 24.934 km² und ca. 488.198 Einwohner (Stand: Zensus 2020).

## Administrative Gliederung
Auf Kreisebene setzt sich Bortala aus zwei Städten und zwei Kreisen zusammen. Diese sind:
- Stadt Bortala (博乐市 Bólè Shì), 6.597,68 km², 250.000 Einwohner, Bezirkshauptstadt;
- Stadt Alashankou (阿拉山口市 Ālāshānkǒu Shì), 1.204 km², 40.000 Einwohner;
- Kreis Jinghe (精河县 Jīnghé Xiàn), 11.189,15 km², 130.000 Einwohner, Hauptort: Großgemeinde Jinghe (精河镇);
- Kreis Arixang (温泉县 Wēnquán Xiàn), 5.904,85 km², 70.000 Einwohner, Hauptort: Großgemeinde Bogdar (博格达尔镇).

## Ethnische Gliederung der Bevölkerung (2000)
Beim Zensus im Jahr 2000 hatte Bortala 424.040 Einwohner (Bevölkerungsdichte: 16,91 Einw./km²).
| Name des Volkes | Einwohner | Anteil  |
| --------------- | --------- | ------- |
| Han             | 284.915   | 67,19 % |
| Uiguren         | 53.145    | 12,53 % |
| Kasachen        | 38.744    | 9,14 %  |
| Mongolen        | 23.927    | 5,64 %  |
| Hui             | 19.053    | 4,49 %  |
| Dongxiang       | 1.587     | 0,37 %  |
| Sonstige        | 2.669     | 0,64 %  |